# 莆田第二十四中学
莆田第二十四中学创建于1962年，位于中國福建省莆田市荔城区新度镇内的壶公山麓，原为东风民办中学，先后改名为渠桥农中、渠桥五七学校、渠桥中学、莆田渠桥第一中学，2003年更名为莆田第二十四中学。